# Перекопский сельский совет (Харьковская область)
Переко́пский сельский совет — входит в состав Валковского района Харьковской области Украины.
Административный центр сельского совета находится в селе Перекоп.

## История
- 1921 — дата образования.

## Населённые пункты совета
- село Перекоп